# Morgano
Morgano é uma comuna italiana da região do Vêneto, província de Treviso, com cerca de 3.754 habitantes. Estende-se por uma área de 11 km², tendo uma densidade populacional de 341 hab/km². Faz fronteira com Istrana, Paese, Piombino Dese (PD), Quinto di Treviso, Zero Branco.

## Demografia
| Variação demográfica do município entre 1861 e 2011                               |
|                                                                                   |
| Fonte: Istituto Nazionale di Statistica (ISTAT) - Elaboração gráfica da Wikipedia |